# Kutisari
Kutisari is een bestuurslaag in het regentschap Surabaya van de provincie Oost-Java, Indonesië. Kutisari telt 22.060 inwoners (volkstelling 2010).